# Dancing Pschorr
Dancing Pschorr (officieel Grand Cafe Restaurant Pschorr) was een grand café-restaurant die gevestigd was aan de toen nieuwgebouwde Coolsingel in Rotterdam. Het etablissement werd geopend in 1883 als bierhuis en in 1922 als grand café-restaurant, en werd verwoest tijdens het bombardement op 14 mei 1940.

## Geschiedenis

### Pschorr aan de Korte Hoogstraat
Grand café-restaurant Pschorr begon ooit als Duits bierhuis nadat de Duitse brouwerij 'Pschorr' samen met de Beierse ondernemer Louis Willkomm besloten uit te breiden en naar de havenstad Rotterdam trokken. Daar werd in 1883 Bierhuis Pschorr geopend aan de Korte Hoogstraat en bediende Louis klanten met de combinatie van Duits bier en live muziek.
In 1916 werd Bierhuis Pschorr overgenomen door horecaondernemer Dirk Reese. Die bleef tot 1931 bestaan als variététheater, maar het is niet bekend of de naam veranderd is nadat grand café-restaurant Pschorr werd geopend.

### Pschorr aan de Coolsingel
Nadat Dirk Reese het bierhuis had overgenomen, had hij plannen om een nieuw grand café-restaurant te openen, maar wist destijds nog geen geschikte locatie te vinden. Er was in die periode echter een volledige demping van de toenmalige Coolvest aan de gang, waarop Dirk besloot om Pschorr daar te laten bouwen.
Nadat de Coolvest in zijn geheel gedempt was in 1921 en er een brede tweebaansweg van was gemaakt, opende het nieuwgebouwde grand café-restaurant - ontworpen door architect Willem Kromhout, tevens verantwoordelijk voor het American Hotel in Amsterdam - onder de naam Pschorr haar deuren op 24 augustus 1922. Het gebouw was uniek vanwege de expressieve voorgevel met de voor Kromhout kenmerkende geknikte frontons en goed zichtbaar dankzij de verlichte gevel met de letters Pschorr erop, en stond in de volksmond bekend als 'Piet Schor'. Het werd gebouwd op een centrale plek tussen het opvallende, nieuwe Stadhuis van Rotterdam en de eveneens iconische Delftsche Poort.
Het etablissement veranderde het negatieve imago van Rotterdam in rap tempo. Voor de komst van het grand café-restaurant stond Rotterdam bekend als 'modderstad' omdat er geen klinkers lagen in de straten, waardoor die regelmatig in modderige paden veranderden. Ook deed men in de havenstad destijds niets anders dan werken, en waren de mensen die van uitgaan hielden gedwongen om naar Den Haag of Scheveningen te gaan. 'Daar werden je mooie schoenen niet vies', was de gedachte. Echter, door de komst van Pschorr schudde Rotterdam het imago van 'modderstad' van zich af en ontpopte de Coolsingel zich - samen met andere plekken zoals Café Loos - als een van de bekendste uitgaansplekken van de stad.
Door de goedlopende zaken, besloot Reese om uit te breiden met een nieuwe danszaal, waar de gebroeders Van der Vorm aan meewerkten. Op 16 april 1924 werd de nieuwe dancing groots geopend met de populaire zanger en cabaretier Jean-Louis Pisuisse, en een jazzband. De danszaal - ontworpen door architect P.J. Vermaas, mede ontwerper van het Grand Hotel Central - van 500 m² was groot, had een donkerrood houten betimmering en was gerealiseerd met een brede overkapping zonder ondersteunende pilaren. De letterlijke bekroning van de zaal vormde de extravagante koepel in het plafond die bedekt was met glas in lood, waarachter zich lampen bevonden waarmee 's avonds een lichtshow kon worden gehouden. In 1926 kwam er nog een uitbreiding, ditmaal in de vorm van een van onderaf verlichte glazen dansvloer, geïnspireerd op een vloer die Reese in Parijs had gezien. De uitgaansgelegenheid was ook kenmerkend vanwege het podium, waar de tekst "Welcome in New York" en een twee meter hoge afbeelding van het Vrijheidsbeeld duidelijk zichtbaar waren voor allen.
Door deze twee grote uitbreidingen werd Pschorr ongelofelijk populair, bij zowel de Rotterdammers als het uitgaanspubliek van Den Haag en Amsterdam, die specifiek naar Rotterdam kwamen om dit gebouw te bezoeken. Ook bezochten en/of speelden er vele beroemde (internationale) artiesten en bands van die tijd in Pschorr: Evelyn Novacek (bekend onder de naam 'Evelyn Novacek en haar orkest'), Fien de la Mar, Elmer Spygrass, Bert Ambrose, Vera Lynn, Louis Davids, Josephine Baker, Nat Gonella, Joe Appleton, Coleman Hawkins en Louis Armstrong waren slechts een paar van de velen die hebben opgetreden in het grand café-restaurant in de jaren 1920 en 1930. Tevens werd Novacek in 1936, ter gelegenheid van een jubileum, als orkestleidster in Pschorr gehuldigd. Zij ontving bij deze huldiging meer dan honderd bloemstukken en was een hoogtepunt in haar muzikale carrière. Ten slotte werden Amerikaanse dansstijlen als de Shimmy, de Charleston en de Blackbottom daar geïntroduceerd.
In de jaren 1938-1939 werd Pschorr grondig verbouwd door architect A. Hamaker. Deze verbouwing riep echter veel weerstand op, onder meer van Kromhout zelf maar ook van kennissen van opdrachtgever Dirk Reese.

## Pschorr tijdens het bombardement
Tijdens het bombardement op Rotterdam op 14 mei 1940 werd het grand café-restaurant zwaar beschadigd door de bommenregen die er viel. Alleen de voorgevel stond nog overeind. Er was een optie om de voorgevel te behouden, maar zoals veel gebouwen die beschadigd waren, werd besloten om het toch te slopen. Sindsdien is de bekende uitgaansgelegenheid niet meer teruggekeerd in de havenstad en is op de huidige plek van het grand café-restaurant een grote wolkenkrabber gebouwd.

## Pschorr na de oorlog
Hoewel Pschorr als etablissement na de oorlog niet terug is gekomen, zijn er wel plannen gemaakt om de naam te gebruiken. Delta Development Group had in 2013 plannen om de voormalige en leegstaande Aegontoren om te bouwen tot een hotel genaamd HotCoolHotel, met op de veertiende verdieping een plan voor een dansgelegenheid genaamd Club Pschorr, een eerbetoon aan het voormalige grand café-restaurant en danspaleis. Anno 2020 is dit nog niet gerealiseerd.

## Trivia
- Er is een IT-bedrijf vernoemd naar het danspaleis, Pschorr B.V.[7]
- Schrijver en dichter Herman Romer kreeg op 14 oktober 2004 de Laurenspenning voor het schrijven van een groot aantal historische werken over de stad Rotterdam, waaronder de geschiedenis van Pschorr.[14]
- In 2019 werd de jazzroute van Jazz International Rotterdam 'Van Pschorr tot BIRD' genoemd, een verwijzing naar het voorlogse grand café-restaurant.[15]

Fotogalerij
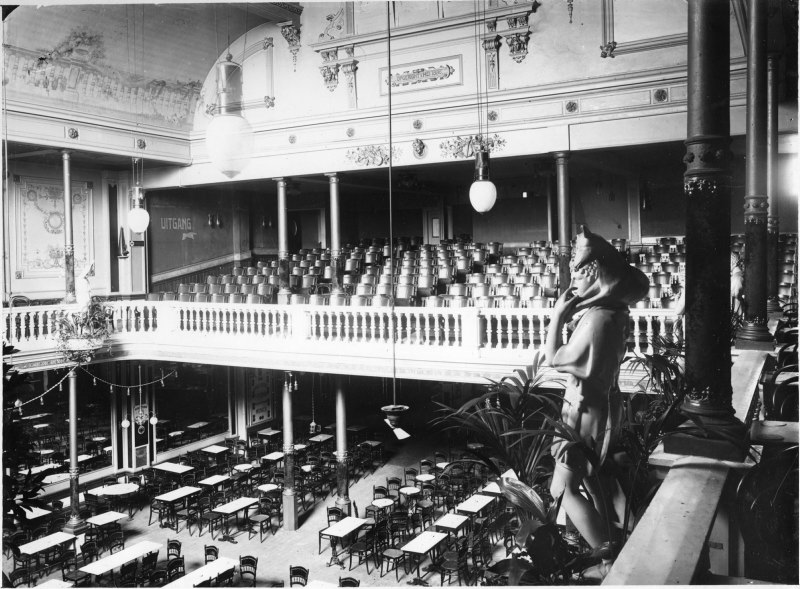
Het interieur van het Duitse bierhuis Pschorr aan de Korte Hoogstraat tussen 1908 - 1912.
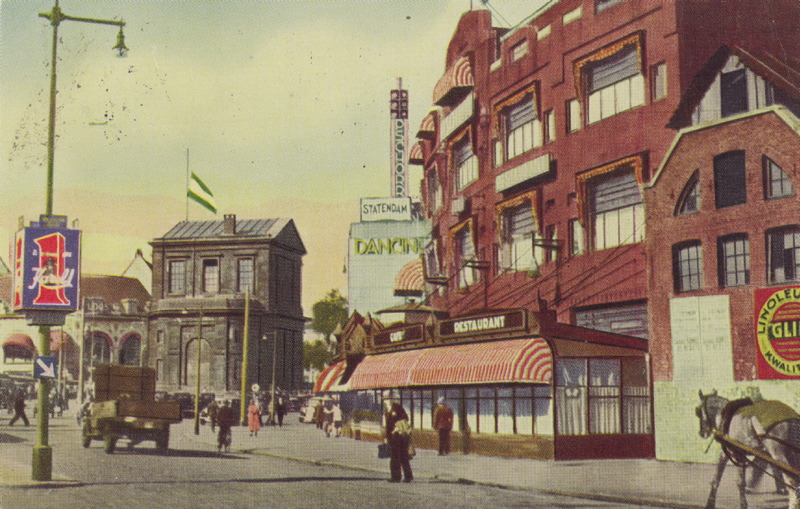
Een prentbriefkaart in kleur van 1930 laat zien dat Dancing Pschorr in het 'kloppend hart' van het oude stadscentrum lag. Pschorr lag tussen de Coolsingel en het Hofplein, waar Café Loos en de Delftsche Poort lagen.
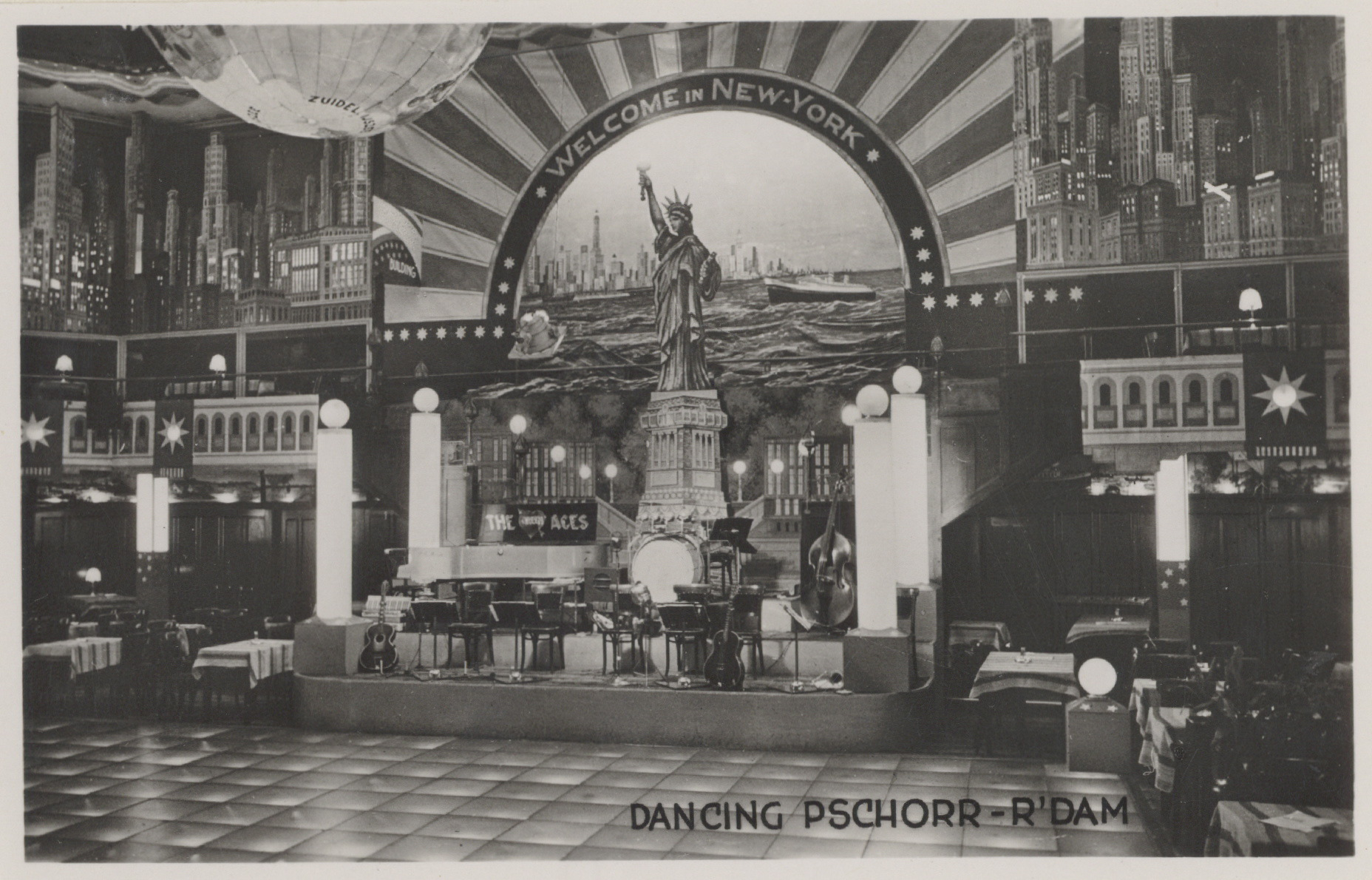
Het interieur van Pschorr tussen 1928 en 1932, nog voor de latere verbouwing. Vooral de Amerikaanse invloeden zoals het Vrijheidsbeeld vielen erg op.
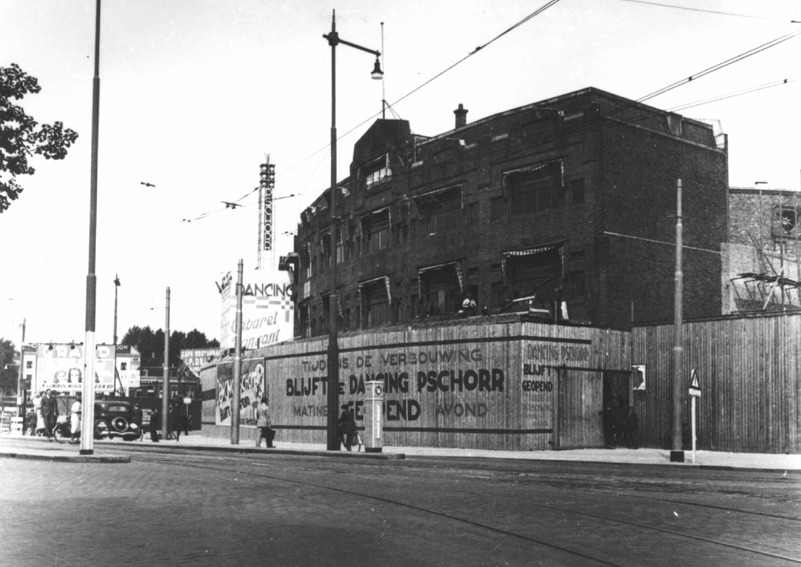
Pschorr aan de buitenkant tijdens de verbouwing in 1939.
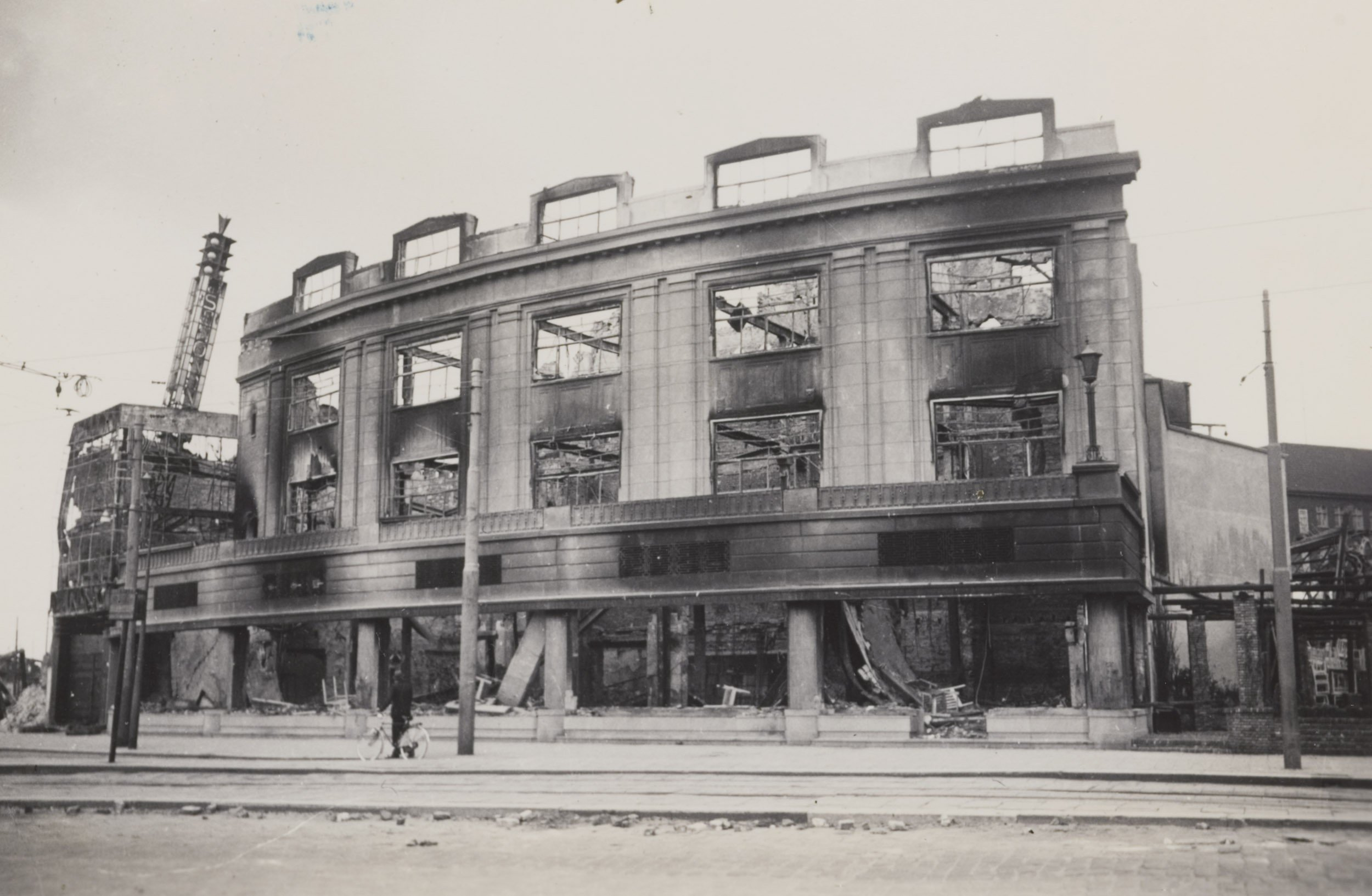
Ongeveer een jaar na de verbouwing was, na het bombardement op Rotterdam in 1940, alleen nog de voorgevel overgebleven. Niet veel later was ook die gesloopt op besluit van het Rotterdams gemeentebestuur.